# فوزي فوزي
فوزي فوزي يوسف (28 أبريل 1945 - 17 أوكتوبر 2010) فنان ومسرحي مصري ولد في أسوان - مصر. أسس وكون فرق : كوم أمبو المسرحية عام 1982، توشكى المسرحية عام 1999،
إلي جانب كونه أحد مؤسسي فرقة أسوان المسرحية. 
أخرج أكثر من 40 عمل مسرحي لكبار المؤلفين مثل: (لطفى الخولى – توفيق الحكيم – محمود دياب - ألفريد فرج – صلاح عبد الصبور – سعد الدين وهبة – وحيد وهبة – وحيد حامد - سعدالله ونوس – على سالم – أبو العلا السلاموني – بهيج إسماعيل – مجدى الجلاد - يسرى الجندى - جمال عبد المقصود – رشاد رشدي – سمير عبد الباقي). وهو حاصل على الإجازة الجامعية في الآداب والتربية بتخصص لغة عربية والماجستير في علم النفس التربوي

## الوظائف التي تقلدها
- من 1996 وحتى 2005 م (مدير عام قطاع الثقافة بأسوان). ·
- من 1990 وحتى 2005 م (مخرجاً لفرقة أسوان للفنون الشعبية). ·
- من 1989 وحتى 2005 م (مدير قصر الثقافة بأسوان). ·
- من 1965 وحتى 1989 م (مدرس – موجه بالمسرح المدرسي (وزارة التربية والتعليم).

## أعماله
شارك في العديد من مهرجانات الثقافة الجماهيرية لفرق الأقاليم، وحصل على مراكز متقدمة منها:
- المركز الأول في مهرجان المائة ليلة (1984) بمسرحية ” الفاس في الرأس ”.

- المركز الثاني في مسابقة فرق الأقاليم (1985) عن مسرحية ” أدهم الشرقاوى”.
- المركز الثالث مسابقة فرق الأقاليم ببورسعيد (1992) بمسرحية “رحلات بن ستوتة ”.
- المركز الرابع بمسابقة فرق الأقاليم (1998) بمسرحية ” المحاكمة ”.

شارك في مهرجانات دولية عديدة للفنون الشعبية من خلال إشرافه على فرقة أسوان للفنون
الشعبية وهي:مهرجانات الفنون الشعبية بكل من ” إيطاليا – أسبانيا – الهند – بولندا
تونس – تركيا – بلغاريا – اليونان – جنوب أفريقيا – صقلية – إنجلترا

### الإخراج المسرحي
| الإسم                       | المؤلف                | العام |
| --------------------------- | --------------------- | ----- |
| قهوة الملوك                 | لطفى الخولي           | 1965  |
| عزبة بنايوتى                | محمود السعدني         | 1966  |
| الشبعانين                   | أحمد سعيد             | 1968  |
| مأساة الحلاج                | صلاح عبد الصبور       | 1968  |
| سبع سواقى                   | سعد الدين وهبة        | 1969  |
| إنت اللى قتلت الوحش         | علي سالم              | 1970  |
| الفاس في الراس              | أحمد عبد المعطى       | 1971  |
| آه يا بلد                   | وحيد حامد             | 1972  |
| هنا القاهرة                 | عبد العزيز عبد الظاهر | 1973  |
| الزوبعة                     | محمود دياب            | 1974  |
| عسكر وحرامية                | ألفريد فرج            | 1975  |
| جواب                        | ناجى جورج             | 1975  |
| سندريلا                     | يعقوب الشارونى        | 1976  |
| طبيخ الملايكة               | علي سالم              | 1979  |
| الناس اللى في السما الثامنة | علي سالم              | 1980  |
| بلا نوافذ                   | يوسف عز الدين عيسى    | 1981  |
| حكاية من الصعيد             | خالد حمزة             | 1983  |
| أدهم الشرقاوى               | نبيل فاضل             | 1984  |
| اتفرج يا سلام               | رشاد رشدى             | 1985  |
| الهلافيت                    | محمود دياب            | 1986  |
| الراجل اللى أكل وزة         | جمال عبد المقصود      | 1987  |
| روح طبيب القلوب             | نجيب محفوظ            | 1988  |
| الليلة فنطازيا              | سمير عبد الباقى       | 1989  |
| رحلة حنظلة                  | سعد الله ونوس         | 1990  |
| ست الحسن                    | أبو العلا السلامونى   | 1992  |
| رحلات بن ستوتة              | صلاح متولى            | 1993  |
| عطشان يا صبايا              | مجدى الجلاد           | 1994  |
| بكرة                        | محمود الطوخى          | 1996  |
| شفيقة ومتولى                | أحمد علام             | 1997  |
| المحاكمة                    | يسرى الجندى           | 1998  |
| مصيلحى لا يشكر الظروف       | مجدى الجلاد           | 2000  |
| الدخول في اللعبة            | علي عيد               | 2003  |
| الطوق والاسورة              | محمد عبد الله         | 2004  |
| الرحلة النعمانية            | بهيج إسماعيل          | 2006  |